# Chantal Antier
Pour les articles homonymes, voir Antier.
Chantal Antier, née Chantal Renaud  le 24 juin 1932 à Lyon et morte le 3 février 2024 à Moirans (Isère), est une historienne française spécialiste de la Première Guerre mondiale, professeure d'histoire et de géographie.

## Biographie
Chantal Antier est docteur en histoire, spécialiste de la guerre de 14-18 et professeur retraité de l'enseignement secondaire en histoire et géographie.
Elle a dirigé la collection Conflits Contemporains aux éditions des Presses universitaires de Lyon.
Elle participe aux commissions « Les Femmes et la Guerre » et « Information et Opinion Publique » à l’Institut d’Histoire des Conflits Contemporains (IHCC) de Vincennes.
Dans son livre Les Femmes dans la Grande Guerre, elle souligne le rôle essentiel tenu par les femmes lors de la Première Guerre mondiale : « En raison de l’amour qu’elles portaient au soldat qu’était leur mari ou leur fils, elles ont accepté des fonctions indispensables à une société en guerre, aussi bien infirmières qu’espionnes, et se sont lancées dans des métiers nouveaux pour elles, prenant le relais des hommes aux champs, à l’usine et comme chefs d’entreprise. »
En 2013, elle publie la biographie Louise de Bettignies, espionne et héroïne de la Grande Guerre.
Elle donne de nombreuses conférences, notamment à l'Université inter-âges de Melun.
Chantal Antier meurt le 3 février 2024 à Moirans en Isère à l'âge de 91 ans.

## Publications

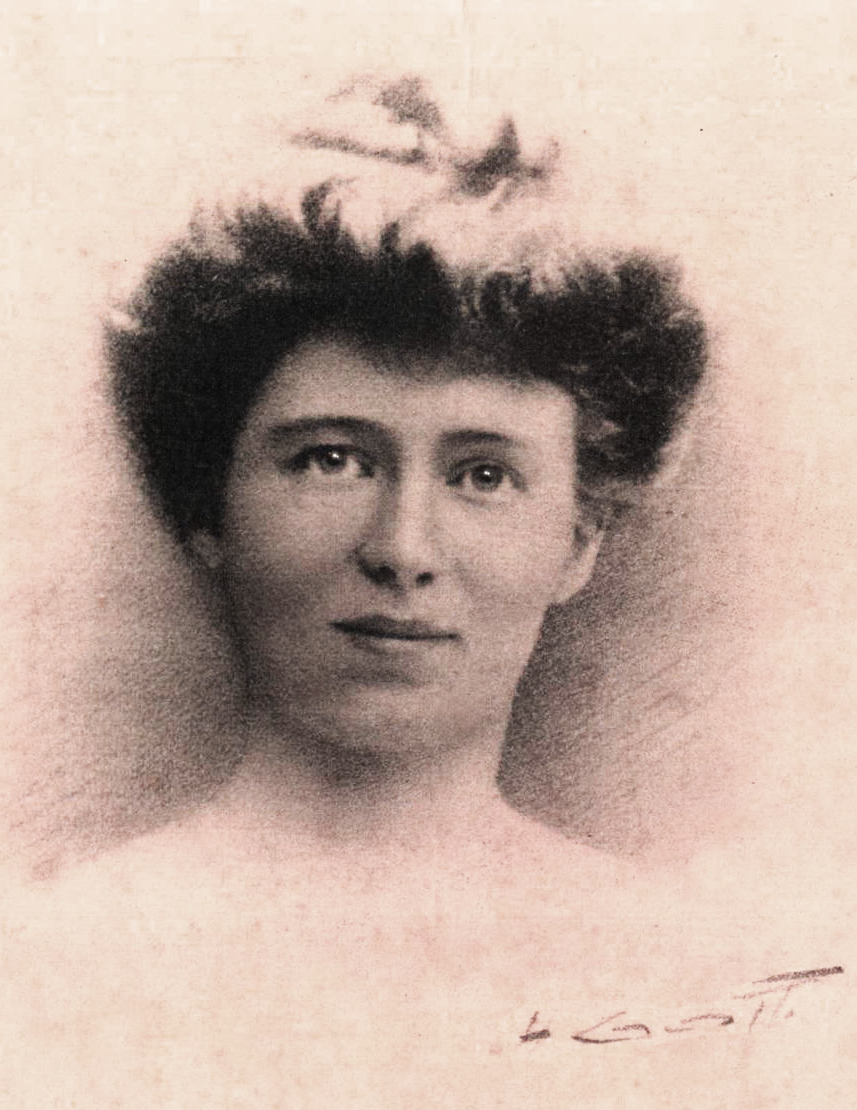
Louise de Bettignies.

- Chantal Antier et Gérard Petitjean, 14-18 La vie au quotidien : Les coulisses de la guerre en images, Paris, Le Cherche Midi, 6 novembre 2008, 141 p. (ISBN 978-2-7491-1310-4)
- Chantal Antier, La Seine-et-Marne dans la Grande Guerre, Les Presses du Village, 1998
- Chantal Antier, Les Soldats des colonies dans la Première Guerre mondiale, Ouest-France, 2008
- Chantal Antier et Gérard Petitjean (iconographie), Les Espionnes de la Grande Guerre, Ouest-France, 2008
- Chantal Antier, Louise de Bettignies : Espionne et héroïne de la Grande Guerre 1880-1918, Paris, Tallandier, 11 avril 2013, 223 p. (ISBN 979-10-210-0061-2)
- Chantal Antier, Pascal Balmant, Denise Basdevant, Régis Bénichi et Collectif, L'Histoire de France pour ceux qui ont tout oublié, Larousse, coll. « Essais et documents », 28 août 2013, 543 p. (ISBN 978-2-03-589495-3)
- Chantal Antier, Marianne Walle et Olivier Lahaie, Les Espionnes dans la Grande Guerre, Rennes, Ouest-France, 22 avril 2008, 228 p. (ISBN 978-2-7373-4542-5)
- Chantal Antier, Les Femmes dans la Grande Guerre, Saint-Cloud, Napoléon Ier Editions, coll. « Vivre dans la guerre », 2011, 187 p. (ISBN 978-2-916385-48-8)
- Chantal Antier et Collectif (préf. Theodore Zeldin), L'histoire du monde de 1789 à 1918 : Afrique, Amériques, Europe, Extrême-Orient, Océanie, Larousse, coll. « Histoire du monde », 14 octobre 2004, 576 p. (ISBN 978-2-03-505486-9)
- Chantal Antier, Françoise Bouron et Jean-François Lecaillon, Bac Histoire-Géographie : 60 sujets clés, Rue des écoles, coll. « Toute la lumière sur... », 7 avril 2008 (ISBN 978-2-84431-595-3)
- Chantal Antier, Pascal Balmant, Régis Bénichi et Collectif (préf. Jean-Pierre Rioux), Une histoire du monde contemporain, Larousse, coll. « Bibliothèque Historique », 14 mars 2008, 479 p. (ISBN 978-2-03-584178-0)
- Chantal Antier, Françoise Navet et Valérie Philibert, Les Conflits du XXe siècle : La Guerre de 1914-1919 : une société bouleversée, Magnard, 1990
- Chantal Antier, La Grande Guerre en Seine-et-Marne, 1914- 1918 : hommes, femmes et enfants au cœur de la tourmente, Presses du village, 1998
- Chantal Antier et Patrick Daguenet, La Seine-et- Marne au XXe siècle : cent ans de mémoires, de souvenirs et de témoignages, Presses du village, 2000
- Chantal Antier, La Grande Guerre, un arrêt à l’émancipation politique des Françaises ?, PUF, 2001
- Chantal Antier, Guerres mondiales et conflits contemporains : Les femmes et la guerre, PUF, coll. « Guerres Mondiales et Conflits Contemporains » (no 198), 2000